# آيت يحيى أو موسى (حصيا)
آيت يحيى أو موسى هي إحدى مشيخات المملكة المغربية، تتبع جغرافيا لإقليم تنغير وإداريًا لحصيا. يقدر عدد سكانها بـ 2345 نسمة حسب الإحصاء الرسمي للسكان والسكنى لسنة 2004.